# لوك لوي
لوك لوي (بالإنجليزية: Luke Lowe)‏ (1 يناير 1889 بويغان في المملكة المتحدة - ) هو لاعب كرة قدم بريطاني (وحمل سابقاً جنسية المملكة المتحدة لبريطانيا العظمى وأيرلندا) في مركز الهجوم. لعب مع نادي بيرنلي وEccles United F.C. ‏ وأكرينجتون ستانلي ‏.